# Jean Geefs
Joannes (Jean) Geefs (Antwerpen 24 april 1825 – Brussel 9 mei 1860) was een Belgisch beeldhouwer.

## Leven

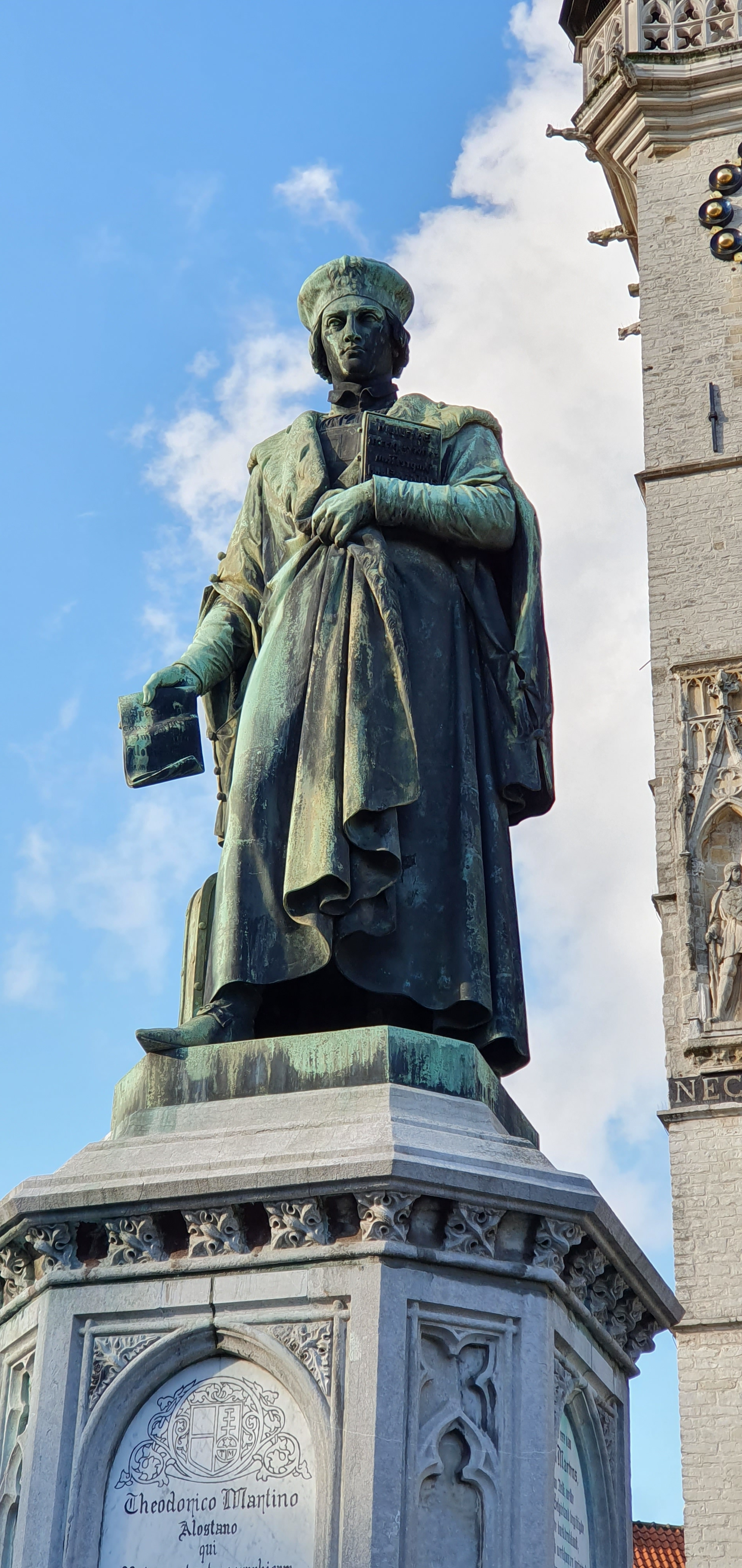
Standbeeld voor Dirk Martens op de Grote Markt in Aalst.

Jean Geefs was een telg van de familie Geefs die niet minder dan 7 beeldhouwers voortbracht. Vader Joannes Geefs (1779-1848), bakker, had uit twee huwelijken 7 zonen. Jean Geefs was de eerste zoon uit het tweede huwelijk met Dymphna Vermeulen (1788 – 1843).
Van 1839 tot 1841 volgde hij een kunstopleiding aan de Koninklijke Academie voor Schone Kunsten te Brussel. In 1842 trok hij naar de Koninklijk Academie in Antwerpen waar zijn (half)broer Jozef leraar was.
In 1846 won hij de Prijs van Rome met een werk De stok van Aaron veranderd in een slang. Tien jaar eerder, in 1836, had zijn (half)broer Jozef eveneens de Prijs van Rome voor beeldhouwkunst gewonnen. Jaren later, in 1879, zou zijn neef Eugène Geefs (zoon van Jozef) de Prijs van Rome voor architectuur winnen.
Vooraleer naar Italië te vertrekken studeerde hij een jaar in Parijs aan de École des Beaux-Arts. Van 1852 tot 1859 verbleef hij regelmatig in Londen. Koningin Victoria bestelde het werk Love and Malice als verjaardagsgeschenk voor haar echtgenoot prins Albert op 26 augustus 1859.
In 1851 won hij de wedstrijd uitgeschreven door de stad Aalst voor een beeld van Dirk Martens op de Grote Markt. Het bronzen beeld werd op 6 juli 1856 ingehuldigd.
Na een pijnlijke ziekte stierf hij in 1860, nauwelijks 35 jaar oud.

## Werk (selectie)
- Koningin Louise-Marie, gips, 1850 (nu in het bezit van het KMSK Brussel)
- Buste van Frédéric de Reiffenberg (Mons 1795 – Sint-Joost-ten-Node 1850) opdracht gegeven aan Jean Geefs op 3 maart 1851 (nu in het Paleis der Academiën)
- De Waterkoningin, gips, Londen, 1854, met opschrift: “The Queen of The Waters Tuning Her Harp To Celebrate The Alliance Of The Western Powers” (nu in het bezit van het KMSK Brussel)
- Dirk Martens, brons, 1856, Grote Markt Aalst
- Triomf van de liefde, gips, 1857 (nu in het bezit van het KMSK Brussel)
- Liefde en list, marmer, 1859, koningin Victoria bestelde het werk als verjaardagsgeschenk voor haar echtgenoot prins Albert op 26 augustus 1859 (nu in de Royal Collection UK; een exemplaar is ook eigendom van het KMSK Brussel)
- Samen met zijn broer Theodore Geefs maakte hij het beeld De Overwinnaar (bronzen beeld thans in de tuin van het Paleis der Academiën)